# Fairport Convention
Fairport Convention est un groupe britannique de folk rock, originaire de Londres, en Angleterre. Il est formé en 1967. Il est le premier à fusionner la musique folk britannique avec le rock, notamment avec l'album Liege and Lief (1969).

## Historique

### Origines et débuts (1967)
Fairport Convention est composé au départ de Judy Dyble (chant), Ian MacDonald (chant), Richard Thompson (guitare), Simon Nicol (guitare), Ashley Hutchings (basse) et Shaun Frater (batterie). Ce dernier laisse sa place à Martin Lamble dès la fin de leur premier concert.
Lancé par le producteur et manager américain Joe Boyd dans les circuits undergrounds de Londres, le groupe obtient le succès dès son premier album, Fairport Convention (1968). Judy Dyble ira du côté de Giles, Giles and Fripp avec son petit ami de l'époque Ian McDonald, ils ont enregistré quelques chansons dans leur maison sur Brondesbury Road qui sont éditées sur l'album The Brondesbury Tapes en 2001.

### Premiers albums (1968–1969)

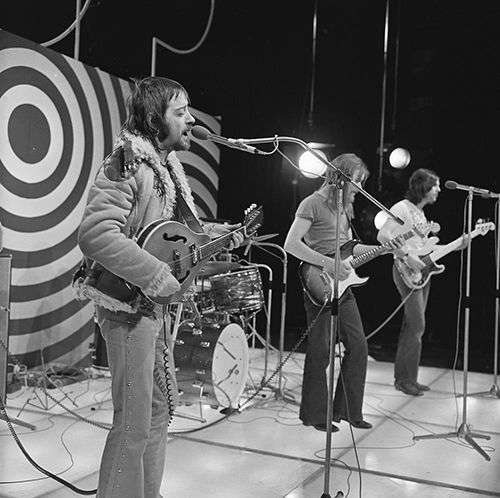
Fairport Convention lors d'une émission télévisée aux Pays-Bas (1972).

L'arrivée de Sandy Denny en remplacement de Judy Dyble en 1968 entraîne une évolution du son du groupe dès l'album suivant, What We Did on Our Holidays (1969). Ce n'est pas du goût de Iain Matthews, qui quitte le groupe pour une carrière solo, avant la sortie de l'album Unhalfbricking toujours la même année.
En 1967, Sandy Denny grave un album avec les Strawbs, The Strawbs & Sandy Denny qui contient une chanson qu'elle reprendra avec Fairport Convention, Who Knows Where the Time Goes?, sur leur deuxième album Unhalfbricking. À la même époque, le batteur Martin Lamble trouve la mort dans l'accident du bus du groupe qui se retourne sur une route lors d'une tournée. Profondément choqués par ce désastre qui voit aussi le décès d'une jeune amie du groupe, les survivants s'adjoignent le batteur Dave Mattacks pour remplacer Lamble et la star de la scène folk Dave Swarbrick. Ils enregistrent alors Liege and Lief dans un manoir du Hampshire.
Le troisième album que publie le groupe en 1969, Liege and Lief, est considéré comme un des plus grands albums de folk rock britannique. Il met en valeur les talents du violoniste Dave Swarbrick. Sandy Denny et le bassiste Ashley Hutchings (remplacé par Dave Pegg) quittent le groupe courant 1970, et l'album suivant Full House est enregistré sans que le poste de chanteur n'ait été officiellement repris. À la fin 1970, Sandy Denny chante sur le quatrième album de Led Zeppelin, la chanson The Battle of Evermore. Richard Thompson quitte à son tour le groupe pour une carrière solo en 1972. Ainsi, après seulement six années d'existence, le groupe ne comporte plus aucun de ses membres d'origine. Sandy Denny fait son retour en 1975 sur l'album Rising for the Moon.

### De 1976 à la séparation et reformation
En 1976, le groupe est rejoint par le guitariste breton Dan Ar Braz, pour une tournée au Royaume-Uni et aux États-Unis.
Depuis 1976, le groupe organise chaque année un festival dans le village de Cropredy (Oxfordshire), pour lequel il joue traditionnellement le concert de clôture. 
La chanteuse Sandy Denny chute dans un escalier alors qu'elle est en vacances avec ses parents en Cornouailles en mars 1978, elle meurt quatre semaines plus tard à l'hôpital Atkinson Morley le 21 avril.
Le groupe se sépare en 1979. Il poursuit cependant quelques années ses concerts annuels de réunion qui permettent à son nom de ne pas tomber dans l'oubli, jusqu'à sa reformation effective en 1985.

### Dernières productions
Entre 1998 et 2012, Fairport Convention participe à la trilogie Excalibur d'Alan Simon puis à son opéra rock Anne de Bretagne. En janvier 2015, quatre ans après leur dernier album (Festival Bell), Fairport Convention en publie un nouveau intitulé Myths and Heroes.

## Membres

### Membres actuels
- Simon Nicol (en) : chant, guitare, dulcimer, claviers, violon (1967-1971, 1976-1979, depuis 1985)
- Dave Mattacks : batterie, percussions, claviers, basse (1969-1972, 1973-1975, 1985-1997, depuis 2023)
- Dave Pegg : chant, basse, mandoline, guitare, violon, batterie (1969-1979, depuis 1985)
- Ric Sanders (en) : violon, claviers, ukulélé, chœurs (depuis 1985)
- Chris Leslie (en) : violon, mandoline, violon, bouzouki, chant, guitare, flûte (depuis 1996)

### Anciens membres
- Shaun Frater : batterie (1967)
- Judy Dyble : chant, autoharpe, piano, flûte (1967-1968)
- Martin Lamble (en) : batterie, percussions, violon (1967-1969)
- Ashley Hutchings : basse, contrebasse, chœurs (1967-1969)
- Iain Matthews (en) : chant, percussions (1967-1969)
- Richard Thompson : chant, guitare, mandoline, claviers, dulcimer (1967-1971)
- Sandy Denny : chant, guitare, piano (1968-1969, 1974-1975)
- Dave Swarbrick (en) : chant, violon, mandoline, guitare (1969-1979)
- Roger Hill : chant, guitare (1971-1972)
- Tom Farnall : batterie (1972)
- David Rea (en) : guitare (1972)
- Trevor Lucas : chant, guitare (1972-1975)
- Jerry Donahue : guitare, chœurs (1972-1975)
- Paul Warren : batterie (1975)
- Bruce Rowland (en) : batterie, percussions, basse, claviers, chœurs (1975-1979)
- Dan Ar Braz : chant, guitare (1976)
- Bob Brady : chant, piano (1976)
- Roger Burridge : mandoline, violon, chœurs (1976)
- Maartin Allcock : chant, guitare, mandoline, claviers (1985-1996)
- Gerry Conway : batterie, percussions (1998-2022)

## Discographie

### Albums studio
- 1968 : Fairport Convention
- 1969 : What We Did on Our Holidays
- 1969 : Unhalfbricking
- 1969 : Liege and Lief
- 1970 : Full House
- 1971 : Angel Delight
- 1971 : "Babbacombe" Lee
- 1973 : Rosie
- 1973 : Nine
- 1975 : Rising for the Moon
- 1976 : Gottle O'Geer
- 1977 : The Bonny Bunch of Roses
- 1978 : Tipplers Tales
- 1985 : Gladys' Leap
- 1986 : Expletive Delighted!
- 1987 : In Real Time: Live '87
- 1988 : Red and Gold
- 1990 : The Five Seasons
- 1995 : Jewel in the Crown
- 1996 : Old New Borrowed Blue
- 1997 : Who Knows Where the Time Goes?
- 2000 : The Wood and the Wire
- 2001 : XXXV
- 2004 : Over the Next Hill
- 2007 : Sense of Occasion
- 2011 : Festival Bell
- 2015 : Myths and Heroes

### Albums en concert
- 1974 : Fairport Live Convention
- 1977 : Live at the L.A. Troubadour
- 1979 : Farewell, Farewell
- 1982 : Moat on the Ledge: Live at Broughton Castle, August '81
- 1986 : House Full
- 1987 : Heyday
- 1992 : 25th Anniversary Concert
- 1999 : Cropredy 98
- 2004 : The Quiet Joys of Brotherhood
- 2005 : Journeyman's Grace
- 2007 : Live at the BBC
- 2008 : Off the Desk
- 2009 : Live at Cropredy 08